# Xanthostemon francii
Xanthostemon francii är en myrtenväxtart som beskrevs av André Guillaumin. Xanthostemon francii ingår i släktet Xanthostemon och familjen myrtenväxter. Inga underarter finns listade i Catalogue of Life.